# Château d'Aertrycke
Ne doit pas être confondu avec Château de Wynendaele.

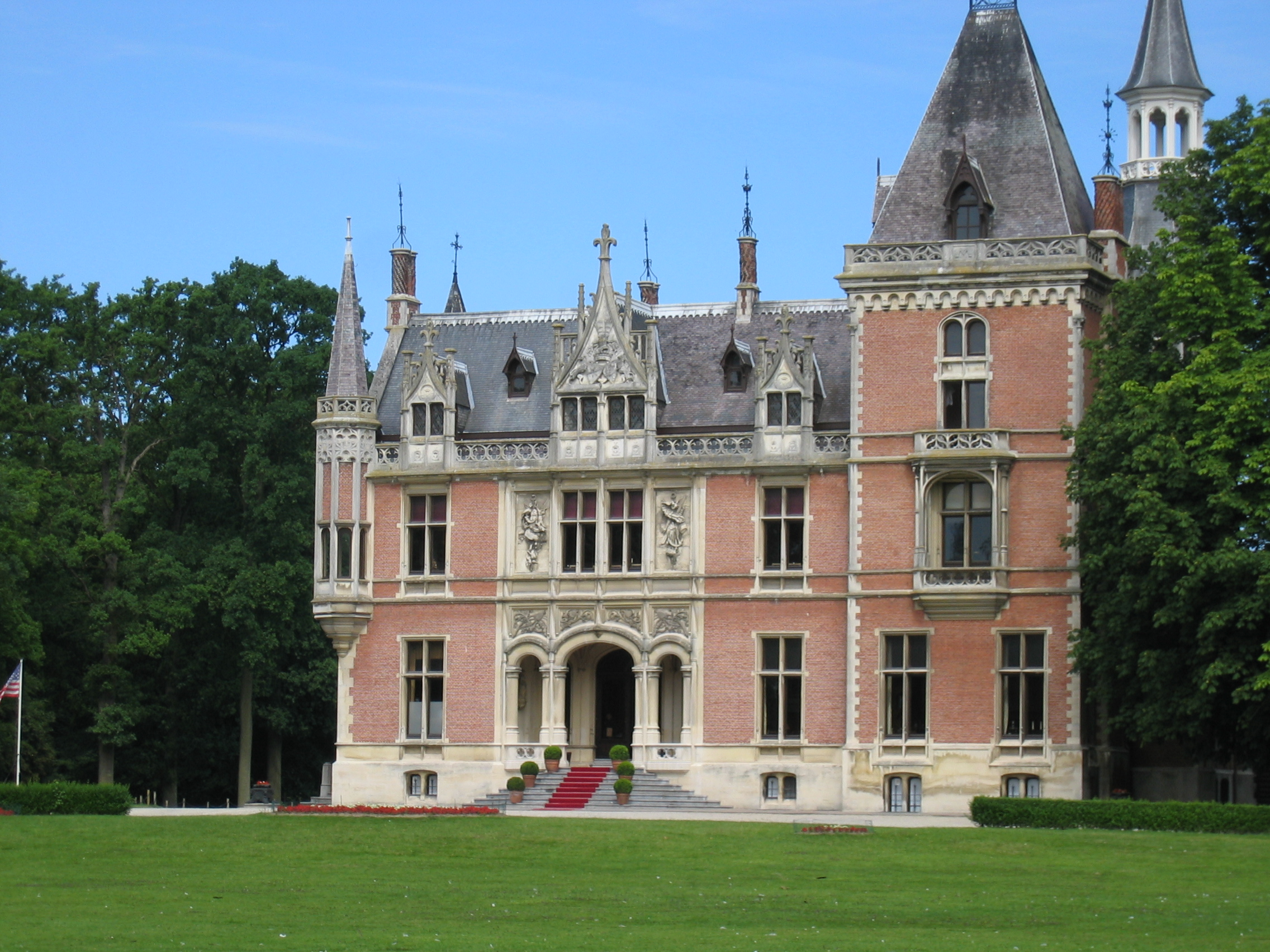
L'entrée

Le château d'Aertrycke est situé sur le territoire de la ville belge de Thourout en Région flamande.
Il doit son nom à la section d'Aertrycke, dont il faisait partie jusqu'en 1976. 